# Berlinianche
Berlinianche es una género de planta parásita perteneciente a la familia Apodanthaceae.

## Taxonomía
Berlinianche fue descrito por Ida de Vattimo-Gil y publicado en Taxon 4: 212, en el año 1955.

## Especies
- Berlinianche aethiopica (Welw.) Vattimo-Gil
- Berlinianche holtzii (Engl.) Vattimo